# Cmentarz parafialny w Skępem
Cmentarz parafialny w Skępem – cmentarz rzymskokatolicki położony w mieście Skępe, w województwie kujawsko-pomorskim, w powiecie lipnowskim.

## Historia
Cmentarz powstał w 4. ćw. XIX w. Obiekt ujęty jest w wojewódzkiej ewidencji zabytków.
Obiekt mieści się przy głównej ulicy, czyli alei 1 Maja 7, pomiędzy ulicą Plażową a Okopową. Od ulicy Okopowej znajduje się mur cmentarny wykonany z polnych kamieni. Od ulicy Plażowej oraz ulicy Okopowej na cmnetarz, można wejść przez wąskie metalowe furtki. Główna brama cmentarz została zbudowana w stylu neogotyckim i została zwieńczona ostrołukową arkadą. 
Na cmentarzu znajduje się grób rodziców Zbigniewa Klubińskiego, ostatniego komendanta Obwodu AK Lipno.
W kwietniu 2017 roku na cmentarzu doszło do aktu dewastacji, w wyniku którego uszkodzonych zostało ponad 30 nagrobków.

## Osoby pochowane na cmentarzu
- Mieczysław Bojanowski (1833–1916) – polski kompozytor[6]
- Henryk Gruetzmacher (1913–1944) – polski działacz konspiracji niepodległościowej w czasie II wojny światowej, odznaczony Krzyżem Walecznych i Orderem Virtuti Militari V klasy[7]
- Tadeusz Kowalski ps. „Tolek”, „Tomasz”, „Wiarusz” (1912–1967) – polski nauczyciel, działacz konspiracji niepodległościowej w czasie II wojny światowej, szef prasy i propagandy w POZ-„Znak” na powiat lipnowski i rypiński, zaś od maja 1943 roku komendant Obwodu AK Rypin, odznaczony Krzyżem Walecznych[8]
- Zbigniew Liszewski (1956–2012) – polski lekkoatleta i trener tenisa stołowego[9]
- Lubomir Narczewski ps. „Młot” (1913–1974) – polski działacz konspiracji niepodległościowej w czasie II wojny światowej, zastępca komendanta Obwodu Lipno POZ-„Znak”, komendant Rejonu/Placówki POZ-„Znak” - AK Skępe, nauczyciel tajnego nauczania, odznaczony Krzyżem Walecznych[10]
- Edward Otto (1887–1962) – polski lekarz, organizator izby porodowej w Skępem[11]
- Maria Sobocińska (1920–2012) – polska działaczka niepodległościowa, żołnierz Wojskowej Służby Kobiet Związku Walki Zbrojnej i Armii Krajowej, dama Krzyża Srebrnego Orderu Wojennego Virtuti Militari[12]
- Franciszek Sobociński (1922–1985) – polski ślusarz, pomysłodawca fontanny z koziołkiem na rynku w Skępem[13]
- Aleksander Winowski (1912–1944) – polski działacz konspiracji niepodległościowej w czasie II wojny światowej, komendant Placówki POZ-„Znak” i AK Ligowo, dowódca oddziału partyzanckiego[14]
- Kazimierz Julian Wodzyński (1885–1957) – polski działacz społeczny, założyciel teatru amatorskiego w Skępem[15]

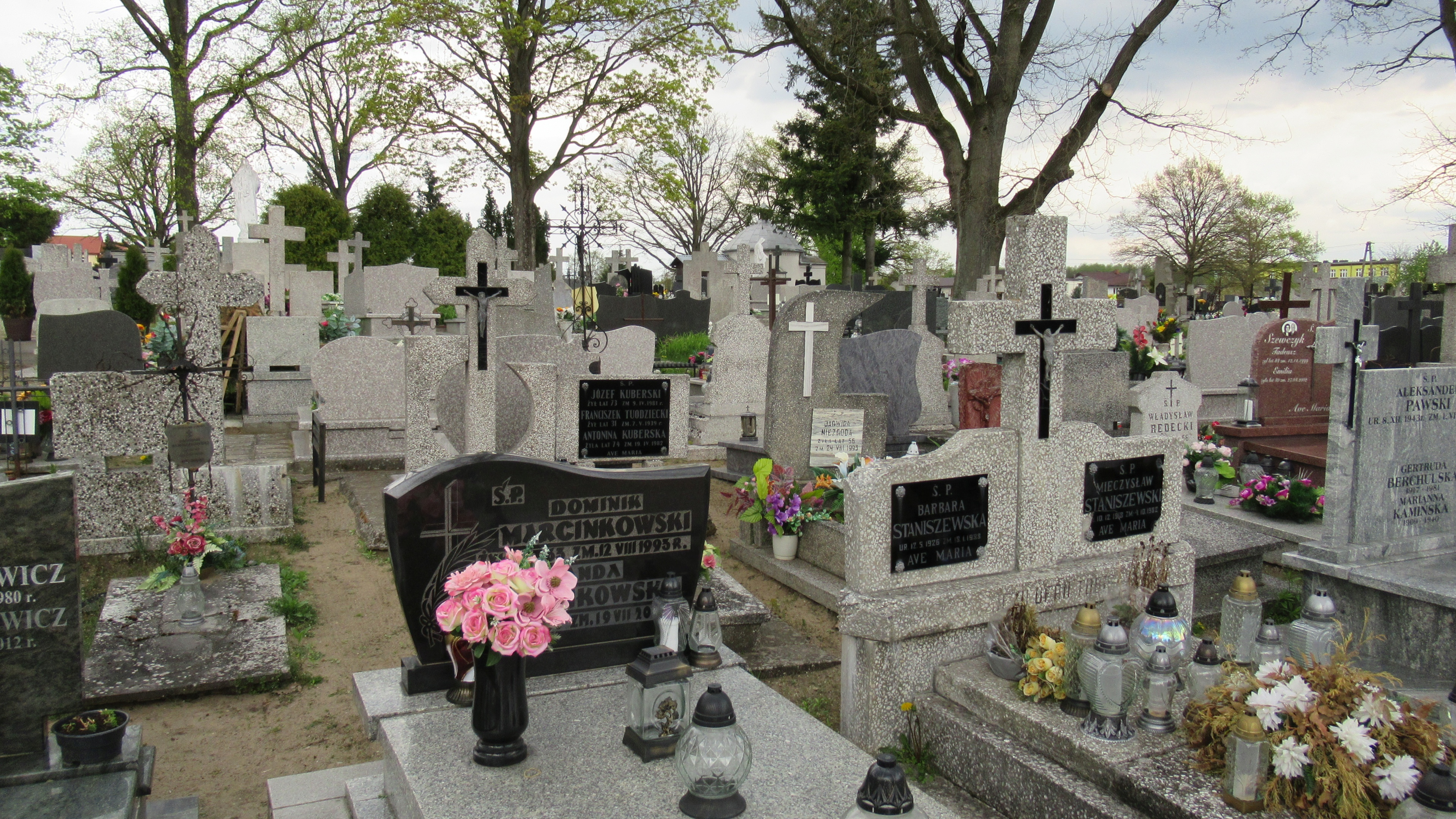
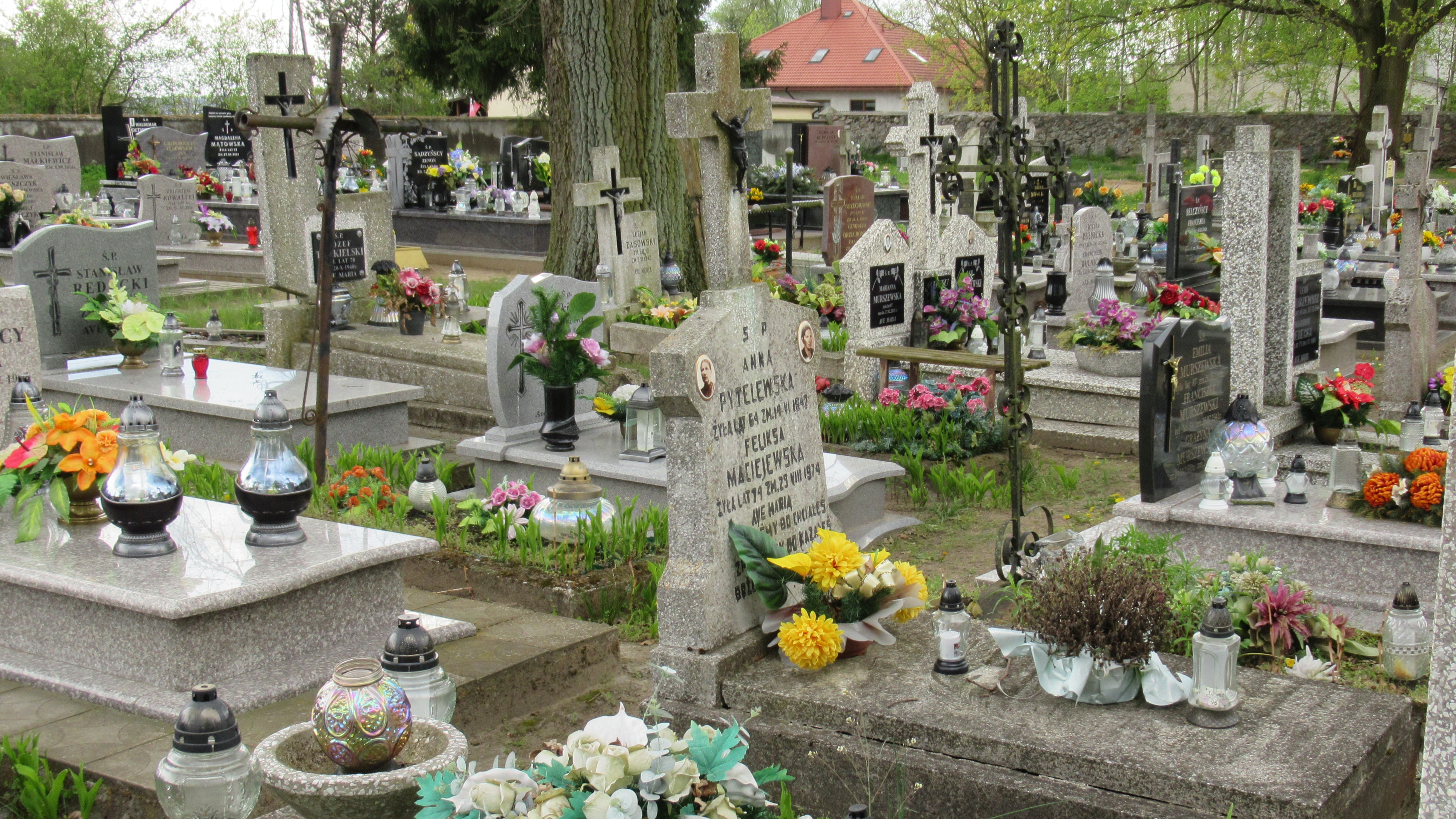
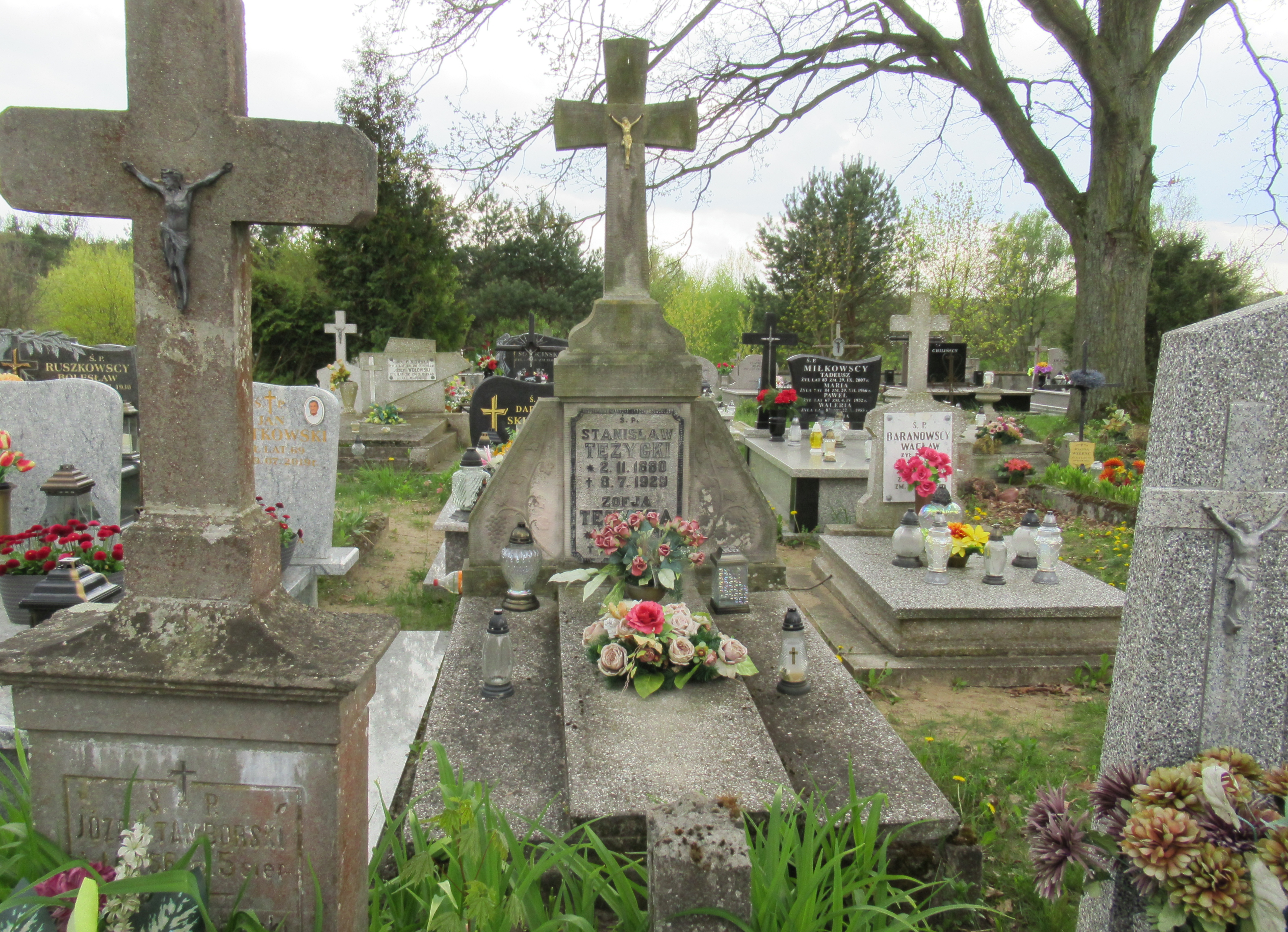